# Suse Heinze
Susanne Heinze, més coneguda com a Suse Heinze   (Nuremberg, 25 de maig de 1920 - Bad Honnef, 26 de novembre de 2018) i posteriorment coneguda amb el nom de casada Suse von Hartungen, fou una saltadora alemanya que va competir entre les dècades de 1930 i 1950.
El 1936 va prendre part en els Jocs Olímpics d'Estiu de Berlín, on fou setena en la prova de trampolí de 10 metres del programa de salts. Amb tan sols 16 anys, fou la saltadora més jove en participar en aquests Jocs.
En el seu palmarès destaca una medalla de bronze al Campionat d'Europa de natació de 1938, rere la danesa Inge Beeken i la sueca Ann-Margret Nirling. També guanyà set campionats nacionals, quatre de palanca (1937, 1938, 1952 i 1953) i tres de trampolí (1951, 1952 i 1953).